# Atención a esa prostituta tan querida
Atención a esa prostituta tan querida (en alemán, Warnung vor einer heiligen Nutte) es una película experimental alemana dirigida por Rainer Werner Fassbinder e interpretada por Lou Castel, Eddie Constantine, Hanna Schygulla y el propio Fassbinder.
Mientras están en un hotel con demasiada bebida, drogas y tiempo, el elenco y el equipo de una película se deshacen gradualmente mientras esperan la llegada de su director. Semiautobiográfica, la película fue influenciada por el rodaje de su anterior film  Whity en España. La película presenta música del primer álbum de Leonard Cohen Songs of Leonard Cohen y de Spooky Two de Spooky Tooth, entre otros.

## Argumento
La película abre con un soliloquio (entregado por Werner Schroeter) sobre la sinopsis de una historia de  Disney que presenta a Goofy con la ropa de su tía para dar una clase de jardín de infancia y, después de ser ridiculizado por la clase, lleva a una "pobre niña huérfana" a su casa. La niña es en realidad un gánster enano, Wee Willy, y engaña a Goofy para que lo cuide vistiendo la ropa que Goofy descartó después de ser ridiculizado por los niños de la escuela. Esa noche la policía allana la casa de Goofy y Wee Willy es arrestado, revelando la verdadera identidad de la "pobre niña huérfana" a Goofy. Cuando se revela la verdadera identidad de Willy, el confundido Goofy dice: "Qué sorpresa debe haber sido para la pobre niña cuando descubrió que es una estafadora". En ambos casos, al intentar enseñar en la clase de jardín de infancia y cuidar a Wee Willy, Goofy es golpeado por aquellos por quienes solo buscaba cuidar. Este soliloquio de apertura alude a los temas subyacentes de la película de violencia, autoceguera y relaciones entre personas del mismo sexo y bisexuales.
La acción se mueve entonces a un hotel en España donde el reparto de una película llamada "Patria O Muerte" están esperando al director (Lou Castel) y a la estrella (Eddie Constantine). Mientras espera todo, el elenco se involucra en intrigas sexuales (tanto del mismo sexo como del sexo opuesto), calumnias y desafiantes dinámicas de poder entre ellos. Luego, el director llega en helicóptero y entra en las interacciones del elenco de una manera draconiana, resaltando las interacciones ya discordantes entre el elenco. El resto de la producción muestra el caos de una producción cinematográfica forjada con vicisitudes y dinámicas de poder conflictivas. Fassbinder describió la producción como "una película sobre por qué vivir y trabajar juntos como grupo no funciona, incluso con personas que lo desean y para quienes el grupo es la vida misma".

## Reparto
- Lou Castel como Jeff
- Eddie Constantine como ella misma
- Marquard Bohm  como Ricky
- Hanna Schygulla como Hanna
- Rainer Werner Fassbinder como Sascha
- Margarethe von Trotta como Babs
- Hannes Fuchs como David
- Marcella Michelangeli como Margret
- Karl Scheydt como Manfred
- Ulli Lommel como Korbinian, manager
- Monica Teuber como Billi, el maquillador
- Magdalena Montezuma como Irm, exjefe de Jeff
- Werner Schroeter como Deiters
- Kurt Raab como Fred